# Challenger de Skopje 2024
El torneo Macedonian Open 2024 fue un torneo de tenis perteneció al ATP Challenger Tour 2024 en la categoría Challenger 75. Se trató de la 2ª edición; el torneo tuvo lugar en la ciudad de Skopje (Macedonia del Norte), desde el 20 hasta el 26 de mayo de 2024 sobre pista de tierra batida al aire libre.

## Jugadores participantes del cuadro de individuales
| Preclasificado | País                    | Jugador                | Rank1 | Posición en el torneo |
| 1              | Bandera de China Taipéi | Tseng Chun-hsin        | 248   | Primera ronda         |
| 2              | Bandera de Turquía      | Ergi Kırkın            | 251   | Segunda ronda         |
| 3              | Bandera de Italia       | Enrico Dalla Valle     | 255   | Baja                  |
| 4              | Bandera de Bulgaria     | Dimitar Kuzmanov       | 260   | Primera ronda, retiro |
| 5              | Bandera de Polonia      | Maks Kaśnikowski       | 268   | Segunda ronda         |
| 6              | Bandera de Italia       | Samuel Vincent Ruggeri | 276   | Primera ronda         |
| 7              | Bandera de Rumania      | Filip Cristian Jianu   | 278   | Segunda ronda         |
| 8              | Bandera de Bélgica      | Gauthier Onclin        | 282   | Primera ronda         |

- 1 Se ha tomado en cuenta el ranking del 6 de mayo de 2024.

### Otros participantes
Los siguientes jugadores recibieron una invitación (wild card), por lo tanto ingresan directamente al cuadro principal (WC):
- Bor Artnak
- Mirza Bašić
- Alexandar Lazarov

Los siguientes jugadores ingresan al cuadro principal tras disputar el cuadro clasificatorio (Q):
- Nikoloz Basilashvili
- Sergey Fomin
- Luka Mikrut
- Johan Nikles
- Neil Oberleitner
- Ryan Seggerman

## Campeones

### Individual Masculino
- Joel Schwärzler derrotó en la final a  Kamil Majchrzak por 6–3, 6–3

### Dobles Masculino
- Ryan Seggerman /  Patrik Trhac derrotaron en la final a  Andrew Paulson /  Patrik Rikl por 6–3, 7–6(4)